# Marché couvert de Donetsk

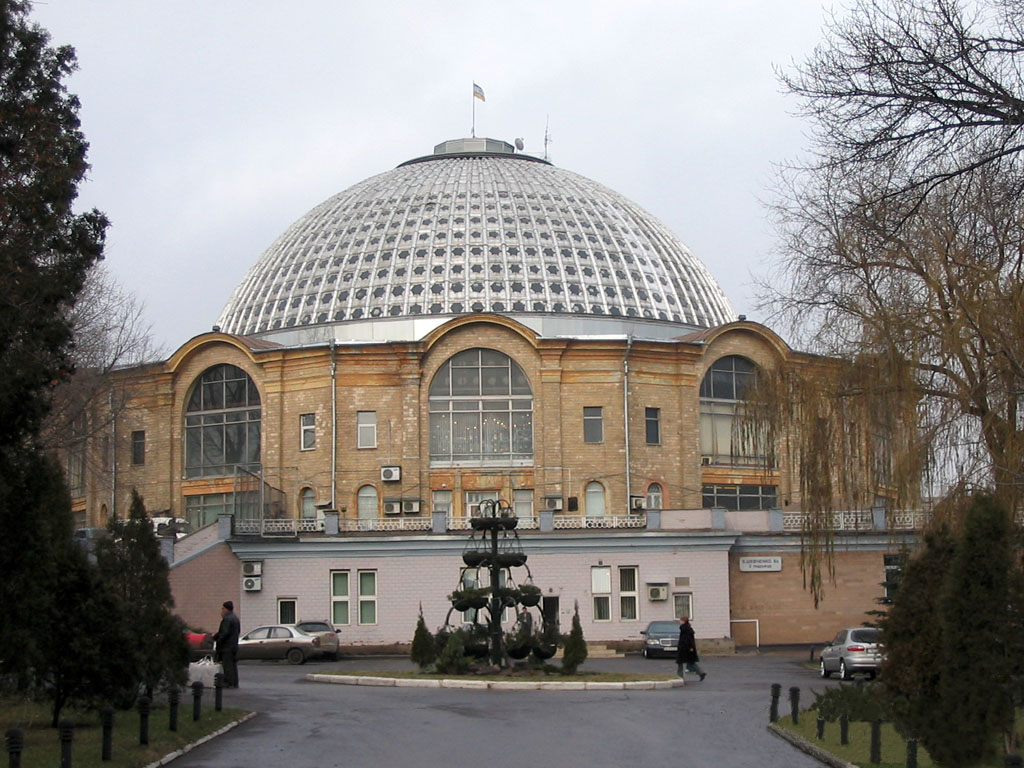
Vue extérieure du marché couvert de Donetsk.

Le marché couvert de Donetsk est un marché couvert situé dans la ville ukrainienne de Donetsk, capitale administrative de l'oblast de Donetsk. Les travaux durent de 1957 à 1961 selon le projet des architectes Feldmann et Naberejnykh.

## Description
Le marché est surmonté d'une coupole de béton armé de 35,6 mètres de diamètre avec quinze niveaux. Le bâtiment est inscrit sur le Registre national des monuments d'Ukraine sous le numéro : 14-101-0275.

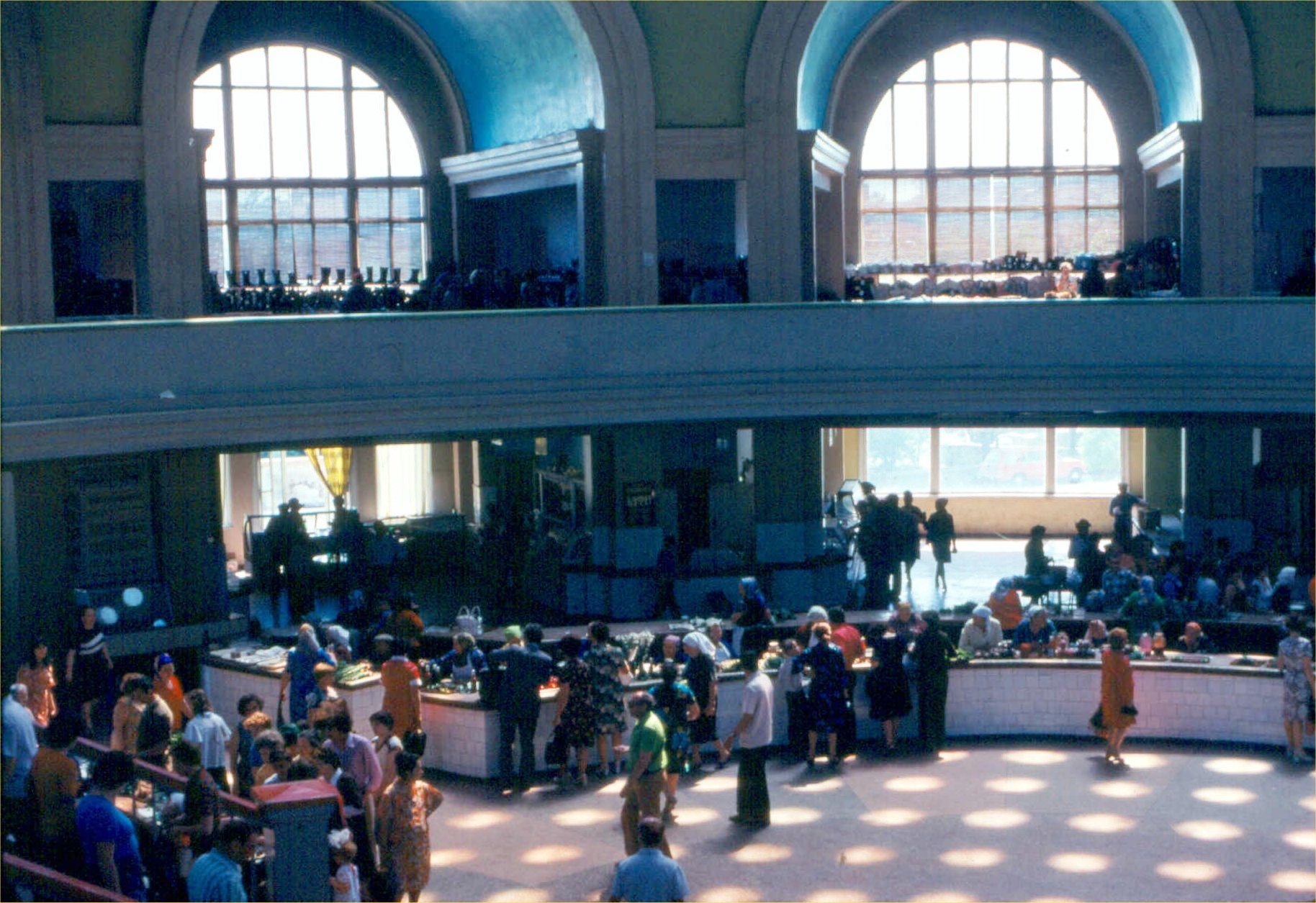
Vue de l'intérieur en 1979
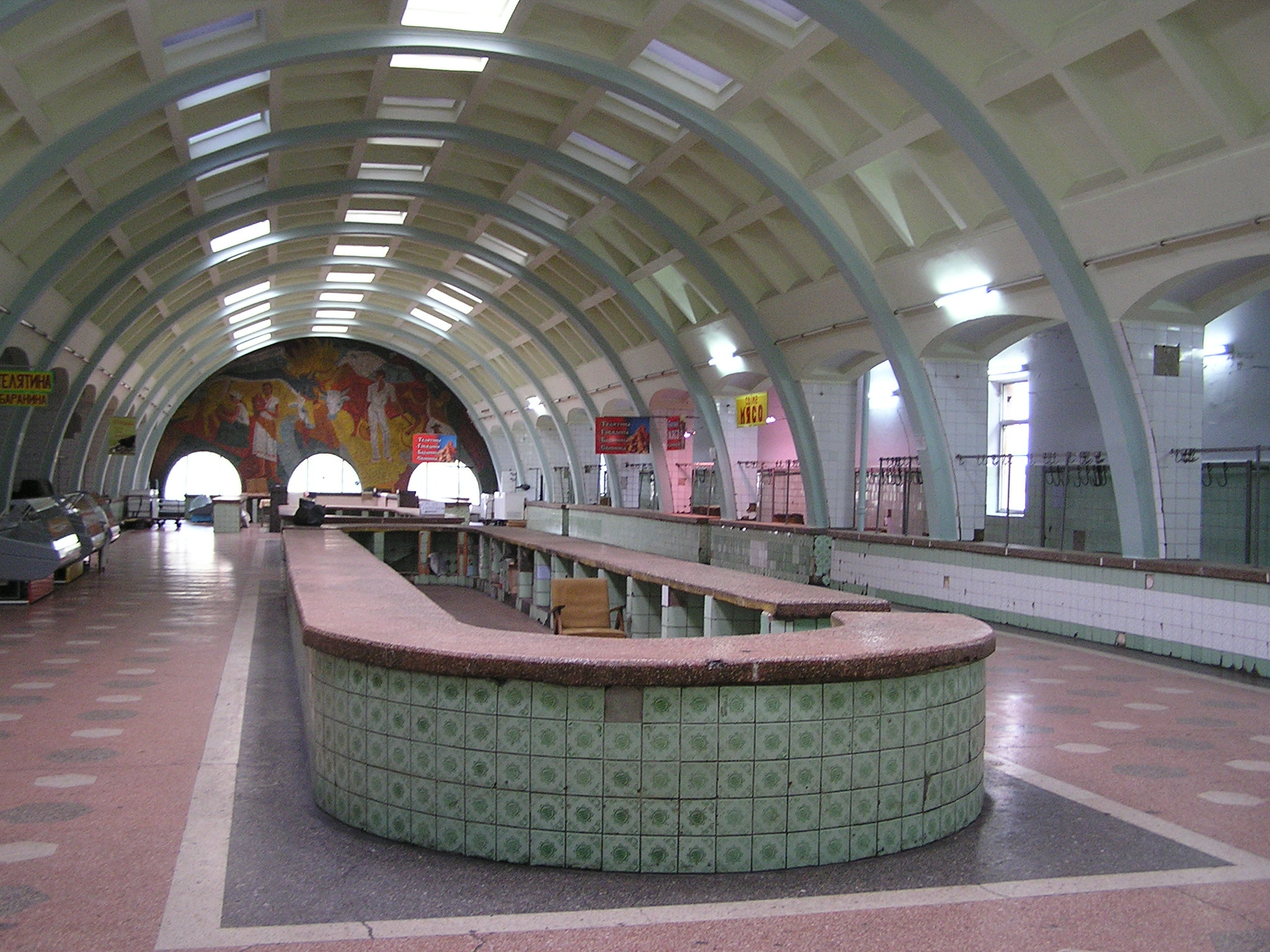
Vue de l'intérieur
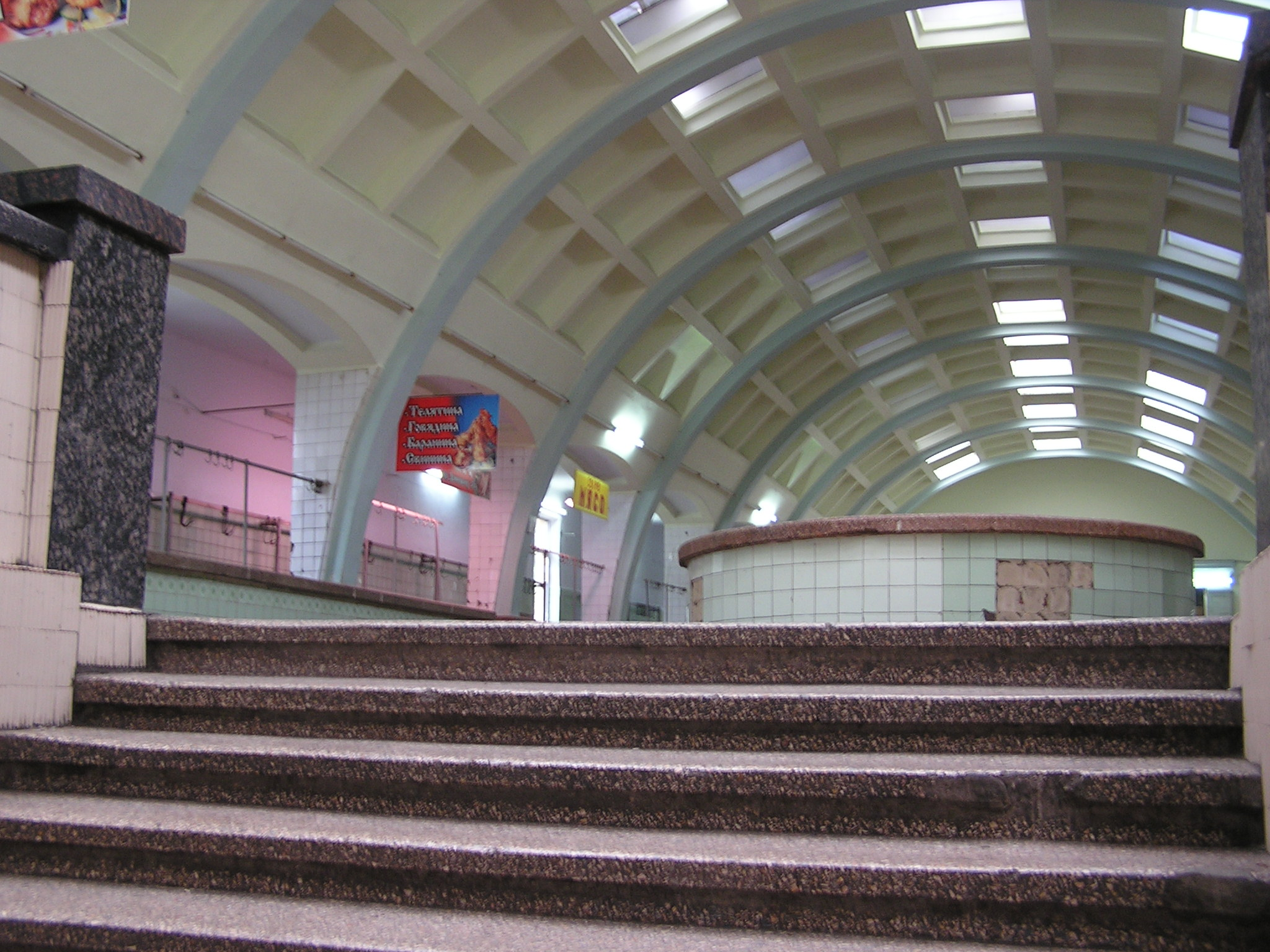
Vue de l'intérieur